# 長野県諏訪二葉高等学校
長野県諏訪二葉高等学校（ながのけんすわふたばこうとうがっこう）は、長野県諏訪市にある公立高等学校である。2007年に創立100周年を迎えた。

## 概要
- 文化祭は「二葉祭」と称し、その名称は校名に由来する。
- 戦前の諏訪高等女学校時代には、国語学者大村はまが教壇に立っていた。
- 生徒会名は二葉会、戦時中は「報国団」という名称であった。

校舎
- 正面玄関前には3本のヒマラヤスギがある。
- 正面玄関のステンドグラス「飛翔」は卒業生がデザインしたもの。
- 創立100周年記念の際、卒業生で洋画家の辰野登恵子の作品「UNTITLED（無題） 97-6」が寄贈され、正面玄関ホールに展示された[1]。
- 学校前庭に原村出身の彫刻家清水多嘉示の作品「すこやか」がある。

校長
- 二代校長は三村安治。
- 三代校長は土屋文明。

## 沿革
- 1895年（明治28年）高島小学校に女子補習科を併設。修業年限1年。
- 1901年（明治34年）4月 - 諏訪補習女学校開設。修業年限2年。初代校長、岩垂今朝吉。上諏訪町高島尋常小学校に付設。
- 1908年（明治41年）4月1日 - 上諏訪町立諏訪高等女学校として開校。諏訪補習女学校廃止。高島小学校校舎を借用。この年を創立年とする。
- 1909年（明治44年） -  岡見山校舎竣工。現、高島小学校第七棟。
- 1917年（大正6年）4月1日 - 県立移管、長野県立諏訪高等女学校に改称。
- 1920年（大正9年）4月1日 - 長野県令38号により、長野県諏訪高等女学校に改称
- 1933年（昭和8年） -  旧校舎竣工。現在地へ移転。
- 1948年（昭和23年）4月1日 - 学制改革により、長野県諏訪二葉高等学校となる。校章制定。
- 1953年（昭和28年） - 校歌制定。
- 1955年（昭和30年）ブロンズ像「すこやか」建設
- 1987年（昭和62年）4月1日 -　男子第一期生入学（86名）
- 1989年（平成元年）4月 -　全学年男女共学となる。
- 2000年（平成12年）6月 -　本館取りこわし。
- 2002年（平成14年）1月 -  新校舎竣工。
- 2007年（平成19年）10月 -  創立百周年記念式典挙行。

## 教育目標
教育基本法及び学校教育法に基づいて、国家並びに社会の有為な形成者として、真理と正義を愛し、勤労と責任を重んじ、自主、協調の精神に満ちた、心身共に健やかな人間の育成をめざす。 

## 校章
梶の葉に高の文字。1948（昭和23）年、校名を長野県諏訪高等女学校から現在の諏訪二葉高等学校に改めると同時に制定された。梶の葉は諏訪明神の紋所に由来。隣の諏訪清陵高校も同様に梶の葉の校章。

## 校歌・応援歌
- 校歌 - ウェイバックマシン（2007年9月27日アーカイブ分）（作詞：五味智英 作曲：平井康三郎）

## 音楽会
毎年6月に行われている。クラス毎の発表のほか、音楽部や職員による発表もある。

## 最寄駅
- JR中央本線：上諏訪駅

## 出身者
- 平林たい子 - 作家
- 藤原てい - 作家
- 伊藤理佐 - 漫画家
- こなみかなた - 漫画家
- 中山和子 - 国文学者、明治大学名誉教授
- 鎌倉矩子 - 作業療法学者、広島大学名誉教授
- 金子ゆかり - 長野県諏訪市長
- 伊藤千代子 - 社会運動家
- 笠原美智子 - 学芸員
- 千野敏子 - 教育者
- 今井邦子 - 歌人
- 今井野菊 - 郷土史家、歌人
- 小池里美 - スピードスケート1972年札幌オリンピック代表
- 斎藤実子 - スピードスケート選手
- 伊東千恵子 - スピードスケート選手
- 伊藤大理 - 競輪選手
- 三枝奈都紀 - 女優・モデル
- 田中利彦 - FM長野アナウンサー
- 出戸学、馬渕啓 -OGRE YOU ASSHOLE
- 折井あゆみ - 元AKB48メンバー
- かみじょうちひろ ‐ 9mm Parabellum Bulletのドラム
- 高山猛久 - 俳優
- 辰野登恵子 - 洋画家、版画家、多摩美術大学教授
- 石橋かおり - お菓子研究家
- 遠藤真弓 - 俳優
- 柳谷郁子 - 小説家、随筆家
- 笠原優子 - 女子野球選手
- 吉田宗洋 - 俳優
- 原田フニャオ - お笑い芸人、ダンビラムーチョ
- 杜千代 - 宝塚歌劇団女優

## 著名教職員
- 岩垂今朝吉 - 教育者、初代校長
- 大村はま - 国語学者
- 河野齢蔵 - 高山植物学者、第4代校長
- 清水多嘉示 - 彫刻家
- 土屋文明 - アララギ派歌人
- 西岡瑞穂 - 洋画家
- 橋本福松 - 地理学者
- 浜栄助 - 教育者、植物研究家
- 三井為友 - 教育学者